# Человек человеку волк (фильм)
«Человек человеку волк» (англ. Dog Eat Dog) — криминальный триллер режиссёра Пола Шредера. Картина получила преимущественно негативные отзывы критиков. Премьера состоялась на Каннском кинофестивале 20 мая 2016 года.

## Сюжет
Трое бывших заключённых — Трой, Бешеный пёс и Дизель — наняты для того, чтобы похитить ребёнка и получить за это большой выкуп.

## В ролях
- Николас Кейдж — Трой[4]
- Уиллем Дефо — Бешеный пёс
- Кристофер Мэттью Кук — Дизель
- Омар Дж. Дорси — Лунный человек
- Пол Шредер — Грек
- Луиза Краузе — Зои
- Мелисса Болона — Лина

## Критика
На вебсайте Rotten Tomatoes фильм имеет 49% свежести со средней оценкой 5.10/10 на основе 71 рецензии. Критический консенсус вебсайта гласит: "Освежающего набора причуд и избытка визуального стиля "Человек человеку волк" недостаточно, чтобы компенсировать бесцельно забываемый сюжет". На вебсайте Metacritic рейтинг фильма составляет 53/100 на основе 19 рецензий, что соответствует статусу "Смешанные или средние отзывы."